# USS Billings (LCS-15)
«Біллінгс» (англ. USS Billings (LCS-15)) —  бойовий корабель прибережної зони типу «Фрідом» виробництва компанії «Lockheed Martin».
Свою назву отримав на честь міста Біллінгс, що у штаті Монтана.

## Історія створення
Корабель був замовлений 29 грудня 2010 року. Закладений 2 листопада 2015 на верфі фірми «Lockheed Martin».
Спущений на воду 1 липня 2017, а вступив у стрій 3 серпня 2019 року.

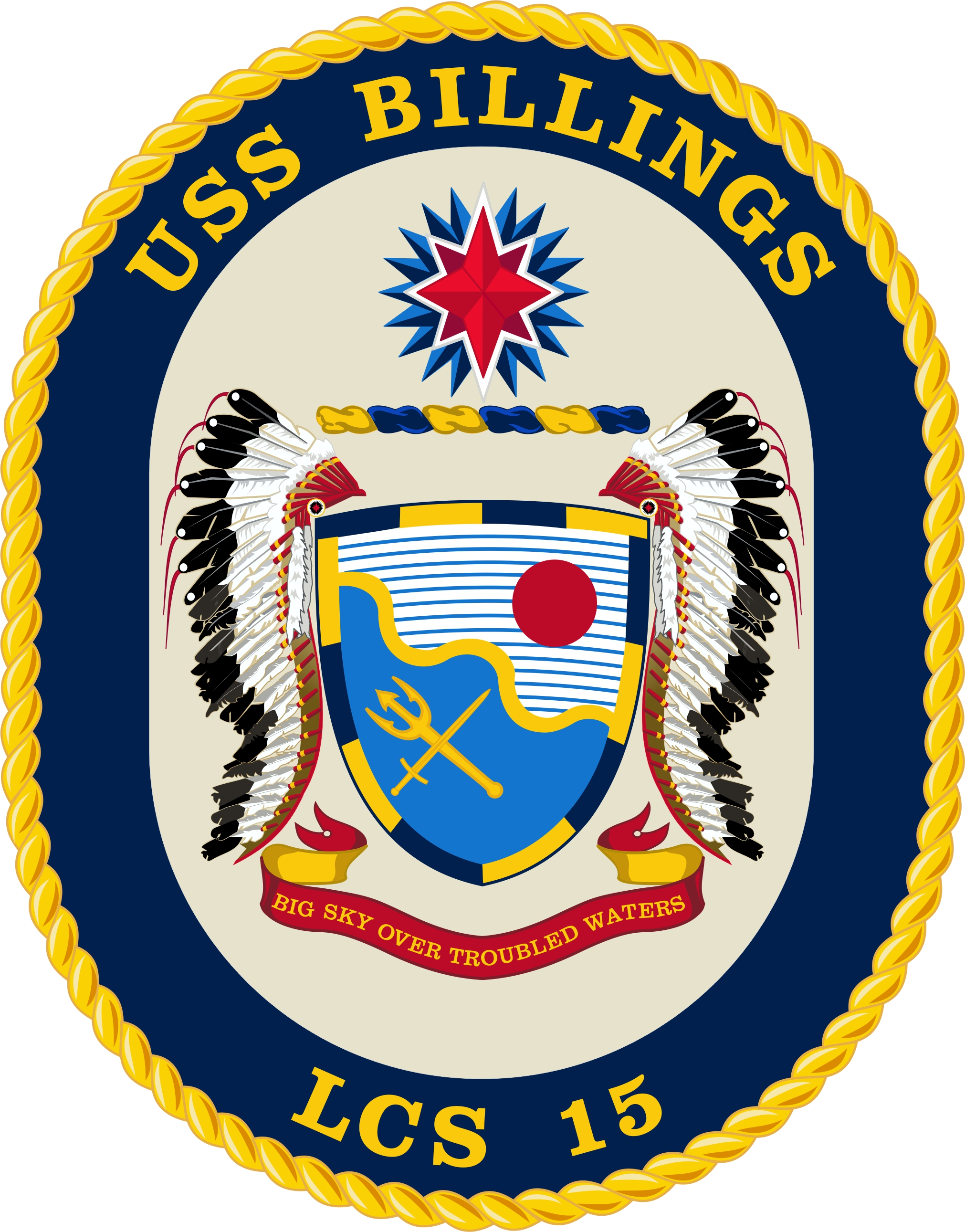

## Історія служби
Наприкінці червня 2021 року вперше заступив на чергування у зоні відповідальності 4-го флоту США. За час першого бойового чергування брав участь в операціях з протидії наркотиків, надавав гуманітарну допомогу постраждалим від землетрусу 14 серпня на Гаїті. Також брав участь у навчаннях з іншими кораблями типу «Фрідом» — USS Sioux City (LCS-11) та USS Wichita (LCS-13).
30 жовтня 2021 року повернувся у порт приписки.